# Moline (Kansas)
Moline es una ciudad ubicada en el condado de Elk en el estado estadounidense de Kansas. En el año 2010 tenía una población de 371 habitantes y una densidad poblacional de 412,22 personas por km².

## Geografía
Moline se encuentra ubicada en las coordenadas 37°21′50″N 96°18′8″O / 37.36389, -96.30222 (37.363769, -96.302086).

## Demografía
Según la Oficina del Censo en 2000 los ingresos medios por hogar en la localidad eran de $22,143 y los ingresos medios por familia eran $31,667. Los hombres tenían unos ingresos medios de $27,750 frente a los $14,792 para las mujeres. La renta per cápita para la localidad era de $14,076. Alrededor del 28.4% de la población estaban por debajo del umbral de pobreza.